# 科契
科契，舊名「科欽」（源自葡屬印度時期），中國明代朝廷稱作「柯枝」，部份中國古籍譯為「國貞」，位於印度喀拉拉邦的埃納庫拉姆縣，距離特里凡得瑯城北約220公里，是喀拉拉邦的最大城市和主要港口，素有「阿拉伯海王后」之美譽。
科契以其天然港性質而聞名，曾是印度幾個世紀以來的香料貿易中心，現今不但設有國際胡椒交易所，還擁有一處海軍基地以及公用機場，飛行航線可通往印度各大城市。昔日的科契包括威靈東島、科契堡、默丹傑里等島群和地區。今日的科契包括埃納庫拉姆中央商業區、柯枝古城、「貢巴蘭吉」以及外圍島嶼。威靈東島是建於1933年的一個大型人工島，得名自時任印度總督——威靈東勳爵；島上設有一座大型造船廠，專門生產巡洋艦和航空母艦，以供印度海軍使用。

## 交通
- 科契有公路、铁路、水路和空路与印度及世界各地相通。
- 科钦国际机场(COK)离城25公里。直飛多個東南亞、中東城市。
- 科契近郊有两个火车站（埃納庫拉姆樞紐火車站（英语：Ernakulam Junction railway station）和埃納庫拉姆市鎮火車站（英语：Ernakulam Town railway station）），可通往印度各地。
- 科欽地鐵自2017年通車

## 经济
科契的经济除造船业和渔业外，以服务性行业为主，主要的服务性行业包括黄金零售业、服装零售业、海产、香料出口业、信息技术业、旅游业、医疗等。

## 历史和遗迹
科钦是12世纪至1947年存在的科钦王国的首都，该国因其首都而得名。先后臣服于毗奢耶那伽罗王朝、迈索尔王国和英屬印度帝國。印度独立后作为土邦加入印度自治领。

### 明代记载

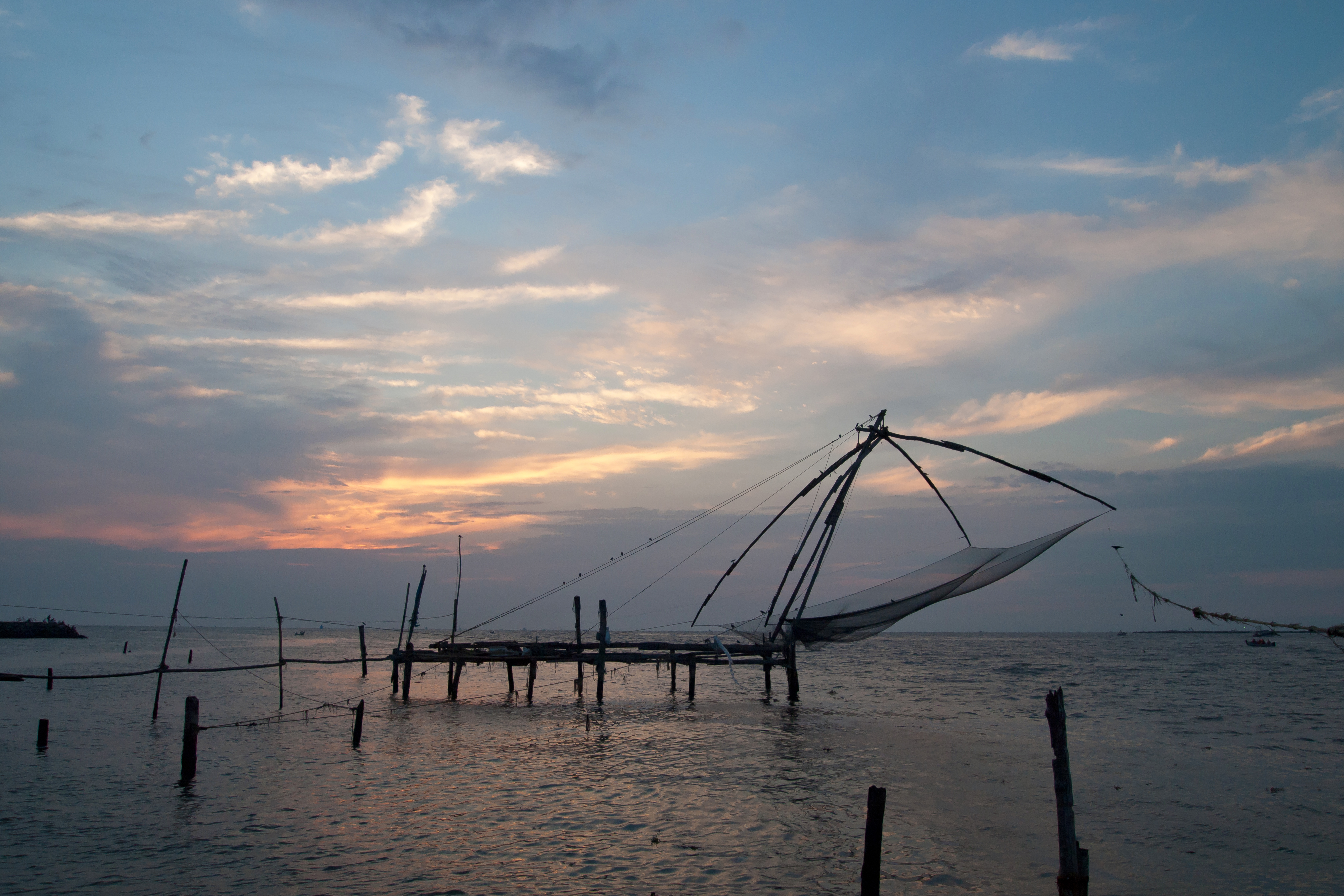
科契堡的中国渔网

明朝永乐年间郑和下西洋，曾多次访问柯枝国（即科欽王國），先后随郑和出访的马欢、费信、巩珍三人都将见闻纪录著书，他们分别撰写的《瀛涯胜览》、《星槎胜览》、《西洋番国志》各有专篇纪录。根据当时明朝人的记录：
- 柯枝国王可也里[何时？]信佛教。
- 柯枝出产胡椒、米、豆、牛、羊鸡、鸭等；不出产小麦、驴、鹅。
- 柯枝国的富商称为「哲地」，哲地收买本地土产的胡椒交换从阿拉伯商人贩卖的珍珠、珊瑚和香料，等候郑和宝船或别国船只到来交易。
- 永乐三年国王可亦里遣使完者塔儿朝贡。
- 永乐十年国王可亦里遣使请封国内大山。
- 永乐十四年，明成祖诏封可亦里为柯枝国国王，诏封科契国内东大山为「镇国山」，并赐「柯枝御制碑」。碑文曰：「截彼高山，作镇海邦。吐烟出云，为下国洪庞。时其雨旸，肃其烦熇，作彼丰穰，祛彼氛妖。庇于斯民，靡灾靡涔。室家胥庆，优游卒岁。山之崭矣，海之深矣。勒此铭诗，相为终始。」

### 殖民遗迹
1503年至1663年，柯枝先后被葡萄牙人和荷兰人所统治。
在1814年英荷条约中，柯枝被割让给英国以交换邦加島。
默丹傑里半岛上有许多历史古迹，包括中国渔网、默丹傑里宮、同为柯枝古城一部份的科契堡、以及圣十字圣殿主教座堂等等。

## 腳註
1. ↑  意指「小湖泊」，1996年改用至今。

引用文獻
- （明）马欢原著 万明校注 明钞本 《瀛涯胜览》校注 海洋出版社 2005 ISBN 978-7-5027-6378-7
- （明）巩珍著《西洋番国志》，中华书局向达校注，ISBN 978-7-101-02025-0
- （明）黄省曾著 《西洋朝贡典录校注》中华书局 ISBN 978-7-101-02029-8

## 延伸阅读
[在维基数据编辑]
 《欽定古今圖書集成·方輿彙編·邊裔典·柯枝部》，出自陈梦雷《古今圖書集成》
 《明史卷三百二十六》，出自《明史》